# Changlang (huyện)
Huyện Changlang là một huyện thuộc bang Arunachal Pradesh, Ấn Độ. Thủ phủ huyện Changlang đóng ở Changlang. Huyện Changlang có diện tích 4662 ki lô mét vuông. Đến thời điểm năm 2001, huyện Changlang có dân số 124994 người.